# Лінеарність (музика)
Лінеарність в багатоголосовій музиці — вид голосоведення, що базується на пріоритеті мелодійних (лінійних) зв'язків між звуками в кожному з голосів перед гармонійними (акустичними) зв'язками співзвуч.
Найчастіше термін застосовується до музики поліфонічного складу, де лінеарність проявляється як безперервність розгортання голосів, мелодико-інтонаційна узгодженість звуків, визначеність мелодійних ліній — звуковисотних послідовностей, сумарний профіль яких утворюють чільні точки-звуки.
У музиці переважно гомофонного складу обидва типи зв'язків (мелодійний і гармонійний) складно і різноманітно взаємодіють. Так, в різних видах гармонійної тональності (наприклад, в XIX столітті у М. П. Мусоргського, в XX столітті — у С. С. Прокоф'єва і Д. Д. Шостаковича) може зустрітися лінеарний акорд (або лінеарна гармонія), тобто такий акорд, який природно і легко пояснюється його мелодійним (= лінеарним) зв'язком з подальшим акордом, а не акустичною близькістю основних тонів сполучених акордів (як, наприклад, в послідовності акордів домінантової і тонічної групи).